# Едлінський Михайло
Едлінський, Михайло Омелянович (1859, Юшково, Могилівська губернія, Російська імперія — 17 листопада 1937, Київ, Українська РСР, СРСР) — український православний протоієрей та священник білоруського походження, був духівником усіх київських священнослужителів свого часу.

## Життєпис
Працював законовчителем в Київському першому комерційному училищі та в приватній жіночій гімназії. Мученик за віру, заарештований і розстріляний радянською комуністичною владою у 1937 році.
Після закінчення Київської духовної академії (1885) викладав в Київській семінарії предмети з церковної історії, а в 1893 році після ієрейської хіротонії став настоятелем Борисоголібського храму на Подолі і залишався там до руйнування храму в 1933 році.
У 1933 році Борисоглібський храм закрито, і отця Михаїла перевели в іншу подільську церкву — Миколая Доброго. Там отець Михаїл служив разом з отцем Олександром Глаголєвим.
Серед багатьох він був відомий своїм молитовним заступництвом. Недарма святий праведний Іоанн Кронштадський говорив паломникам з Києва: «Навіщо ви так далеко їхали, адже у вас в Києві є отець Михаїл Едлінський?»
Отець був дуже милостивий до бідних людей, і вони це відчували. Тому, коли він серйозно захворів і була викликана швидка допомога, щоби завезти його в лікарню, на церковному подвір'ї зібралась юрба бідарів, щоби провести свого улюбленого отця в лікарню, багато молилося за нього, на очах чи не у всіх були сльози.
Влітку отець Михаїл ходив у солом'яному капелюсі, на якому виднілася дірка.
Особлива духовна дружба пов'язувала його з професором-біблеїстом КДА протоієреєм Олександром Глаголєвим, настоятелем церкви Миколи Доброго. Разом вони виходили з хоругвами і хрестами на вулиці Подолу та зупиняли чорносотенні погроми. Їх заарештували майже одночасно, восени 1937 року. Обидва вони стали мучениками за віру.

## Діти отця Михаїла
Геогрій — єдиний син Михайла Едлінського та його дружини Анни Миколаївни, який теж став священником. Крім нього у Михаїла було ще 6 дочок. Син Георгій був настоятелем Макаріївської церкви в Києві до своєї кончини в 1989 році.

## Розстріл та мученицька смерть
Після закриття Добро-Миколаївської церкви отець Михаїл переходить в церкву Миколая Набережного. В храмі Миколая Набережного отець Михаїл прослужив до 17 жовтня 1937 року. Потім були арешт та смертний вирок. Причина — «учасник антирадянської фашистської організації церковників тихонівської орієнтації».
Отець Михаїл був під вартою в Київській тюрмі. НКВД засудило його до розстрілу. Вирок був приведений у виконання 17 листопада 1937 року в 24:00. Де поховано отця Михаїла — невідомо: або на Лукянівському кладовищі, або біля села Биківня. Йому тоді було 78 років. Нкаведисти знищили його паспорт.

## Чуда зцілення та біолокації за посередництвом Михаїла Едлінського
Відомі випадки надприродного зцілення отцем Михаїлом та його білокації, коли отець Михаїл зцілив хворого від пухлини величиною з голову дитини, яка цілком зникла після того, як отець Михаїл явився хворому, погладивши живіт хворого там, де була пухлина. В той час присутні в коридорі засвідчили, що по коридору ніхто не проходив. В той час отець Михаїл служив в церкві молебень  за хворого.[джерело?]

## Праці Едлінського
- Михайло та Георгій (його син) Едлінські «Любляче Господа серце» (К.: Дух і літера, 2004).